# Ooctonus silvensis
Ooctonus silvensis is een vliesvleugelig insect uit de familie Mymaridae. De wetenschappelijke naam is voor het eerst geldig gepubliceerd in 1916 door Girault.